# Patata dell’Alto Viterbese
La Patata dell'Alto Viterbese (pomme de terre des hauts de Viterbe) est une production italienne de pommes de terre, d'environ 40 000 tonnes par an, cultivée dans la région du Latium, au nord du lac de Bolsena (province de Viterbe).
Elle bénéficie de l'appellation « Produits agroalimentaires traditionnels » (PAT), appellation italienne qui n'est pas reconnue au niveau européen, et a fait l'objet le 13 septembre 2012 d'une demande de classement en indication géographique protégée (IGP) auprès des instances européennes.
La promotion de cette production est assurée par une coopérative agricole, le Consorzio Pataticolo Alto Viterbese (CO.P.A.VIT).

## Conditions à respecter

### Variétés
Plusieurs variétés de pommes de terre sont admises dans l'appellation « Patata dell'Alto Viterbese » : Monalisa, Ambra, Agata, Vivaldi, Finka, Marabel, Universa, Chopin, Arizona  et Agria.

### Aire de production
L'aire de production de la patata dell'Alto Viterbese se limite à neuf communes de la province de Viterbe, au nord du lac de Bolsena, dans la haute Tuscie : Acquapendente, Bolsena, Gradoli, Grotte di Castro, Latera, Onano, San Lorenzo Nuovo, Valentano et Proceno.
C'est une zone qui se caractérise par des sols d'origine volcanique, riches en potassium et par un microclimat tempéré par la proximité du lac de Bolsena.